# 金基邦
金基邦（韓語：김기방，1981年5月31日—），韓國男演員。與韓國知名演員趙寅成為高中至今的好友。

## 演出作品

### 電視劇
- 2005年：MBC《我叫金三順》飾演 一名廚師
- 2006年：SBS《戀人》
- 2006年：MBC《搞笑一家親》
- 2007年：MBC《謝謝》飾演 宋斗析
- 2007年：MBC《New Heart》
- 2007年：MBC《泡菜乳酪微笑》
- 2008年：OCN《誘惑的技術》
- 2008年：MBC《life特別調查團》
- 2008年：Super Action《徐英的SPY》
- 2009年：KBS《花樣男子》飾演 金絲草打工店的老闆
- 2009年：SBS《聖誕會下雪嗎》飾演 車釜山
- 2010年：KBS《富翁的誕生》飾演 崔石峰的好朋友
- 2011年：SBS《樹大根深》飾演 超倬
- 2011年：MBC《夥伴》飾演 乞丐
- 2012年：MBC《黃金時刻》飾演 金道亨
- 2013年：MBC《九家之書》飾演 億萬
- 2013年：MBC《Medical Top Team》飾演 鄭勳民
- 2014年：SBS《對我而言可愛的她》飾演 劉相奉
- 2015年：tvN《Heart to Heart》飾演 楊刑警
- 2016年：tvN《捕鼠器裡的奶酪》飾演 孔柱勇
- 2016年：KBS《任意依戀》飾演 徐基崙
- 2016年：tvN《Entourage》飾演 金基邦
- 2017年：KBS《Jugglers》飾演 朴治秀
- 2018年：SBS《能先接吻嗎？》飾演 李忠傑
- 2021年：KBS《花開時想月》飾演 春開

### 電影
- 2005年：《校園臥底》
- 2006年：《防築傳說》
- 2008年：《ET老師》
- 2008年：《女童軍》
- 2008年：《急速醜聞》
- 2008年：《幻想奇談》
- 2008年：《霜花店》
- 2009年：《樂園》
- 2011年：《白色詛咒》
- 2012年：
- 2013年：《攝影機的背後》
- 2013年：《夜之女王》
- 2013年：《清夜》

### 綜藝節目
| 主持日期                 | 電視頻道 | 節目名稱     | 備註 |
| ------------------------ | -------- | ------------ | ---- |
| 2023年10月13日 - 12月8日 | tvN      | 《種豆得豆》 |      |

### MV
- 2006年：李昇基《當男人愛上女人的時候》
- 2007年：李昇基《善意的謊言》

## 外部連結
- NAVER （页面存档备份，存于）